# New York Film Critics Circle Awards 1946
La 12ª edizione della cerimonia dei New York Film Critics Circle Awards, annunciata il 30 dicembre 1946, si è tenuta il 9 gennaio 1947 ed ha premiato i migliori film usciti nel corso del 1946.

## Vincitori

### Miglior film
- I migliori anni della nostra vita (The Best Years of Our Lives), regia di William Wyler

### Miglior regista
- William Wyler - I migliori anni della nostra vita (The Best Years of Our Lives)

### Miglior attore protagonista
- Laurence Olivier - Enrico V (The Chronicle History of King Henry the Fift with His Battell Fought at Agincourt in France)

### Miglior attrice protagonista
- Celia Johnson - Breve incontro (Brief Encounter)

### Miglior film in lingua straniera
- Roma città aperta, regia di Roberto Rossellini • Italia